# Inside The Games
Inside the Games est un site internet d'actualités sportives.

## Historique
Le journaliste sportif anglais Duncan Mackay et sa femme Lorraine Mackay lancent Inside the Games en 2006 après l'annonce de la sélection de la ville hôte pour les Jeux olympiques de 2012. L'année suivante, Lorraine Mackay meurt. Elle est chargée des finances du site et David Mackay cesse de payer certains fournisseurs.
En 2009, Mackay remporte le prix d'auteur en ligne de l'année aux British Sports Journalism Awards (en) pour son travail sur Inside the Games. Il fonde l'entreprise Dunsar Media avec sa compagne Sarah Bowron en juillet 2009 et en est le directeur.
En 2010, l'agence de web design Zulu Creative réclame plus de 100 000 livres de services impayés à David Mackay, qui est déclaré insolvable. Dunsar Media republie l'intégralité du site avec un nouveau design à l'adresse insidethegames.biz plutôt que l'adresse insidethegames.com toujours détenue par Zulu Creative.
Le site est racheté par Dunsar Media, qui le tient jusqu'au 31 octobre 2023. Sa ligne éditoriale s'étend pour couvrir les Jeux olympiques, les Jeux paralympiques, les Jeux du Commonwealth et de nombreuses compétitions sportives internationales. Inside the Games est partenaire officiel de certaines de ces compétitions,,.
Le 1er novembre 2023, le site est racheté par Vox, le journaliste espagnol David Rubio en devenant le nouveau rédacteur en chef. Les nouveaux investisseurs sont accusés d'avoir des liens avec des représentants du sport russe, ce qu'ils nient,. Ils sont aussi accusés d'être proches d'Umar Kremlev, dirigeant de l'International Boxing Association, organisation bannie du monde olympique après de multiples affaires de corruption.